# Warna (Schiff, 1902)
Die Warna (bulg.: Варна) war ein 1902 gebautes Frachtschiff der bulgarischen Reederei Bulgarische Handels-Dampfschiff-Gesellschaft und erst das dritte Schiff des Unternehmens. Bei einer Kollision mit einem griechischen Frachter im Marmarameer ist die Warna im Dezember 1929 gesunken.

## Bau und technische Daten
Das Schiff wurde als Frachtschiff auf der Werft Wood, Skinner & Co in Bill Quay bei Newcastle upon Tyne mit der Baunummer 107 gebaut und lief am 5. Juni 1902 vom Stapel. Die Fertigstellung und Ablieferung fand im August des Jahres statt. Das Schiff war 82,35 Meter lang, 12,03 Meter breit und hatte einen Tiefgang von 5,70 Metern Es war mit 1820 BRT bzw. 1164 NRT vermessen. Die Tragfähigkeit betrug 2945 tdw. Eine dreizylindrige Dreifach-Expansions-Dampfmaschine von G. Clark Ltd. aus Sunderland erzeugte 206 nominale PS und ermöglichte über eine Schraube eine Geschwindigkeit von 9,0 Knoten. Das Schiff bot Unterkünfte für fünf Passagiere.

## Geschichte
Ursprünglich hatte die Reederei Lombard Steamship Co. aus London den Neubau bestellt und das Schiff beim Stapellauf zunächst den Namen Numidie erhalten. Bereits im Januar 1903 begannen die Verkaufsverhandlungen und am 25. Januar 1903 ging die Numidie  in den Besitz der Bulgarischen Handels-Dampfschiff-Gesellschaft, bei der sie den Namen Warna nach der gleichnamigen Stadt Warna erhielt. Für die Reederei war die Warna erst das dritte Schiff in ihrem Besitz, der in den folgenden Jahren noch die kleineren Frachter Sofia (255 BRT) und Kyril (441 BRT) folgten. Bis 1928 war die Warna auch das größte Schiff der bulgarischen Handelsflotte.
Ihre erste Reise führte die Warna über den Ärmelkanal nach Frankreich. In Bordeaux holte sie Fracht für Cardiff, wo sie anschließend Kohle für Bulgarien lud. Während der Balkankriege 1912/1913 beteiligte sich das Schiff an der Unterstützung der bulgarischen Armee und transportierte Truppen und Nachschubgüter. Auch im Ersten Weltkrieg wurde die Warna wieder für Transportaufgaben eingesetzt. Als nach dem Ersten Weltkrieg Lebensmittel knapp waren, transportierte die Warna Lebensmittel zur Versorgung der Stadt Plewen.
Das Ende des Schiffes kam im Dezember 1929, als sich die Warna mit einer Ladung Rinder als Fracht auf einer Fahrt von Warna nach Volos in Griechenland befand. In der Nacht vom 25. Dezember auf 26. Dezember rammte der griechische 8000-Tonnen-Dampfer Chryssi das Schiff an der Steuerbordseite etwa 80 Seemeilen vor Istanbul im Marmarameer. Alle 26 Besatzungsmitglieder und fünf Fahrgäste zur Versorgung der Rinder starben beim Untergang des Schiffes.